# Цвітоха (село)

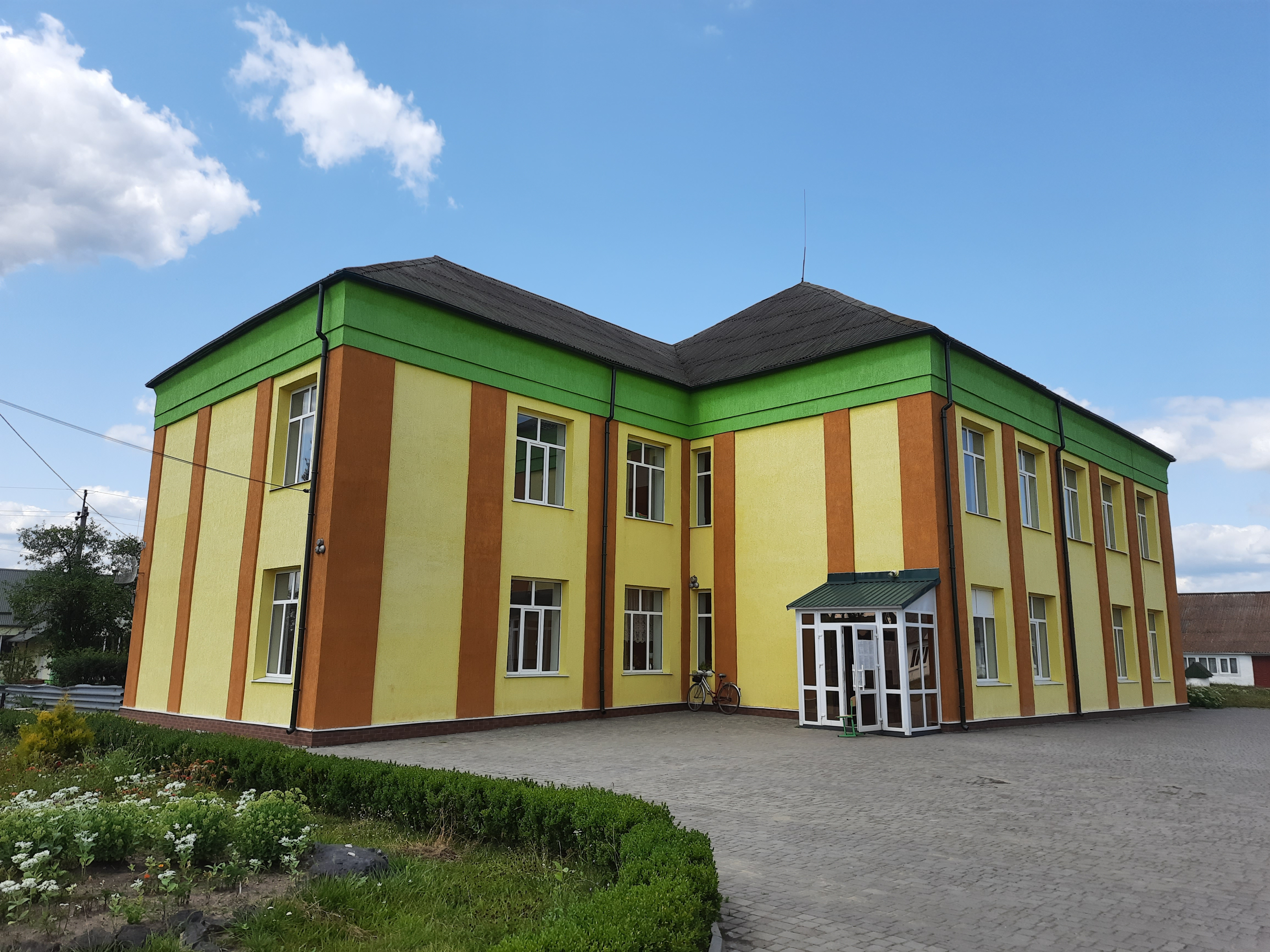
Школа

Цвіто́ха — село в Україні, в Улашанівській сільській територіальній громаді Шепетівського району Хмельницької області. Населення становить 926 осіб. Біля села проходить автошлях Н 25.

## Символіка
Затверджена в грудні 2018 р. рішенням сесії сільської ради. Автори — В. М. Напиткін, К. М. Богатов.

### Герб
В щиті, хвилясто розтятому срібним і зеленим, розтята лілея перемінних з полями кольорів. В правому верхньому куті три зелених дубових листочки, середній в стовп, менші бічні в правий і лівий перев'язи, що виходять з однієї точки, у лівому верхньому срібна квітка яблуні. Щит вписаний в декоративний картуш і увінчаний золотою сільською короною. Унизу картуша напис «ЦВІТОХА».
Квітка лілеї — символ назви села (герб є промовистим), водночас символ чистоти і надії. Хвилястий поділ означає річку Цвітоху, що тече через село, дубові листки — розташування села серед лісів, яблунева квітка означає сади і яблуневу алею пам'яті.

### Прапор
Квадратне полотнище поділене хвилясто вертикально на дві рівновеликі смуги — білу древкову і вільну зелену. На лінії перетину хвилясто розтята лілея змінних з полями кольорів. У верхньому древковому куті три зелених дубових листочки, середній вертикальний, менші бічні нахилені вліво і вправо, що виходять з однієї точки, у лівому вільному куті біла квітка яблуні.

## Історія
Вперше згадується у 1520 році, під назвою Цьвитохи, як маєток дружини Івана Заславського — Олени.
У 18-19 століттях функціонували 5 млинів та майстерні ґонтарів.
На кінець 19 століття в селі було 143 будинки та 879 жителів, дерев'яна церква (з 1747 року), приходська школа, тартак, гуральня, смолярня.
Село ділилось на урочища: Глей, Головки, Діброва, Замогильно, Чихова.
За переписом 1911 року у Цвітосі — 908 мешканців, крамниця, гуральня, хімічно-технічна фабрика.
Відносилось до Славутської волості, Заславського повіту.
7 (20) листопада 1917 року, відповідно до Третього Універсалу Української Центральної Ради, увійшло до складу Української Народної Республіки.
12 червня 2020 року, відповідно до розпорядження Кабінету Міністрів України № 727-р «Про визначення адміністративних центрів та затвердження територій територіальних громад Хмельницької області», увійшло до складу Улашанівської сільської територіальної громади.
19 липня 2020 року, в результаті адміністративно-територіальної реформи та ліквідації Славутського району, село увійшло до складу новоутвореного Шепетівського району.

## Населення
Згідно з переписом УРСР 1989 року чисельність наявного населення села становила 1017 осіб, з яких 475 чоловіків та 542 жінки.
За переписом населення України 2001 року в селі мешкало 925 осіб.

### Мова
Розподіл населення за рідною мовою за даними перепису 2001 року:
| Мова       | Відсоток |
| ---------- | -------- |
| українська | 97,41 %  |
| російська  | 2,38 %   |
| білоруська | 0,11 %   |
| польська   | 0,11 %   |

## Відомі уродженці
- Український громадсько-політичний діяч Дмитро Демчук (1895 — 1963).
- Український поет Іван Рибицький (1936—2005).